# Artem Odincov
Artem Jurijovics Odincov (ukránul: Одинцов Артем Юрійович; Harcizk, 2000. november 9. –) ukrán labdarúgó, az üzbég FC Andija játékosa.

## Pályafutása

### Junior évei
Szülővárosában kezdett focizni, majd később játszott az Azovstal Mariupol és a Kisvárdával partnerkapcsolatban levő Munkács akadémiáján is.

### Kisvárda
2019-ben szerződtette a Kisvárda, ahol az első szezonjában az U19-es és az NBIII-as csapatban kapott szerepet. Az első csapatban 2020. szeptember 19-én debütált a Kecskéd KSK elleni Magyar Kupa-mérkőzésen. A magyar élvonalban csereként a 82. percben Dombó Dávidot váltva a Paks ellen debütált 2021. május 9-én. Összesen 10 bajnoki meccsen védte a Kisvárda első csapatának kapuját, amelyből 6 meccsen gólt sem kapott. A 2021-2022-es szezon végén a Kisvárda története során először kvalifikálta magát nemzetközi kupába. A Kajrat Almati és Molde elleni Európa Konferencia Liga selejtező oda-visszavágóján is Odincov védte a Kisvárda kapuját.

### Diósgyőr
2023. június 16-án a Diósgyőr bejelentette leigazolását. Tétmeccsen a Diósgyőr színeiben, a Kecskemét elleni élvonalbeli meccsen debütált 2023. október 1-jén.

### FC Andija
A magyar élvonalban a Kisvárda és a DVTK színeiben összesen 49 alkalommal védett, majd 2025 nyarán az üzbég élvonalban szereplő FC Andija csapatához igazolt, másfél évre szóló szerződést aláírva.

## Magánélete
Odincov egy interjúban megemlítette, hogy magyar felesége van, illetve van egy gyermeke is, akit Maximnak hívnak. Egyelőre csak ukrán állampolgársággal rendelkezik, de a játékos tervei szerint hamarosan magyar állampolgár lesz.